# 班布里奇鎮區 (密歇根州)
班布里奇鎮區（英語：Bainbridge Township）是位於美國密歇根州貝林縣的一個行政鎮區。

## 地方資料
班布里奇鎮區的面積為91.60平方千米，當中陸地面積為90.40平方千米，而水域面積為1.20平方千米。根據2020年美國人口普查的數據，當地共有人口2682人，而人口密度為每平方千米29.28人。